# Problepsis maxima
Problepsis maxima là một loài bướm đêm trong họ Geometridae.